# Пули-Хумри
Пу́ли-Хумри́ (дари پل خمری Pol-e Xomri) — город на севере Афганистана, центр провинции Баглан.

## Географическое положение
Пули-Хумри находится на пересечении главных транспортных магистралей. Через город проходит проложенная советскими и афганскими строителями автострада Кабул — Мазари-Шариф. Главными промышленными объектами города являются гидроэлектростанция, построенная с помощью СССР, и цементный завод, возведённый при содействии ЧССР. Известно также, что при участии немецких специалистов в городе была сооружена текстильная фабрика.

## История
11 ноября 2001 года боевики Северного Альянса выбили талибов из города.
В дальнейшем, провинция стала зоной ответственности голландского контингента ISAF.
1 октября 2006 года провинция стала зоной ответственности венгерского контингента ISAF, и осенью 2006 года в городе была построена укреплённая военная база «Camp Pannonia».

## Население
По данным переписи 1979 года в городе проживал 31 101 житель. По оценкам на 2007 год население возросло примерно в два раза и составило 58,3 тысячи жителей. По этому показателю Пули-Хумри является седьмым по величине городом в Афганистане.

## Экономика
Пули-Хумри находится в благоприятном для ведения сельского хозяйства регионе страны. В 12 км к северу от Пули-Хумри находятся раскопки древнего комплекса Сурх-Котал.